# Turia, Olt
Turia este un sat în comuna Valea Mare din județul Olt, Muntenia, România. Se află în partea central-nordică a județului, la contactul dintre  Podișul Cotmeana și Câmpia Boian. La recensământul din 2002 satul avea 734 locuitori.

## Monumente
În sat se află biserica cu hramul „Sf. Dumitru“, construită în secolul al XIX-lea.